# Microcosmus sabatieri
Microcosmus sabatieri är en sjöpungsart som beskrevs av Louis Roule 1885. Microcosmus sabatieri ingår i släktet Microcosmus och familjen lädermantlade sjöpungar. Inga underarter finns listade i Catalogue of Life.